# フランシスコ・フェルナンデス (サッカー選手)
パンチョことフランシスコ・ハビエル・フェルナンデス・トレホン（Francisco Javier Fernandez Torrejon "Pancho"、1975年8月19日-）は、チリ・サンティアゴ出身の元同国代表のサッカー選手。

## 経歴
2003年4月に同胞のフランク・ロボスと共にJ2リーグの水戸ホーリーホックに加入し、8月に共に退団した。

## 代表
U-20代表として、水戸ホーリーホックでも同僚となるフランク・ロボスと共に1995 FIFAワールドユース選手権全3試合に出場した。2000年にA代表に選出されると、同年チリのバルパライソで開催されたコパ・シウダッド・デ・バルパライソに2試合出場し、優勝した。

## 所属クラブ
- CSDコロコロ 1994-1997
- デポルテス・テムコ 1998
- サンティアゴ・モーニング 1999
- ウニベルシダ・カトリカ 2000-2001
- デポルテス・テムコ 2002
- 水戸ホーリーホック 2003.4-2003.8
- デポルテス・ラ・セレナ 2005
- サンティアゴ・モーニング 2006-2007

## 個人成績
| 国内大会個人成績 | 国内大会個人成績 | 国内大会個人成績 | 国内大会個人成績 | 国内大会個人成績 | 国内大会個人成績 | 国内大会個人成績  | 国内大会個人成績  | 国内大会個人成績 | 国内大会個人成績 | 国内大会個人成績 | 国内大会個人成績 |
| 年度             | クラブ           | 背番号           | リーグ           | リーグ戦         | リーグ戦         | リーグ杯          | リーグ杯          | オープン杯       | オープン杯       | 期間通算         | 期間通算         |
| 年度             | クラブ           | 背番号           | リーグ           | 出場             | 得点             | 出場              | 得点              | 出場             | 得点             | 出場             | 得点             |
| 日本             | 日本             | 日本             | 日本             | リーグ戦         | リーグ戦         | リーグ杯          | リーグ杯          | 天皇杯           | 天皇杯           | 期間通算         | 期間通算         |
| ---------------- | ---------------- | ---------------- | ---------------- | ---------------- | ---------------- | ----------------- | ----------------- | ---------------- | ---------------- | ---------------- | ---------------- |
| 2003             | 水戸             | 29               | J2               | 20               | 0                | -                 | -                 |                  |                  |                  |                  |
| 通算             | 日本             | 日本             | J2               | 20               | 0                | -\|\|\|\|\|\|\|\| | -\|\|\|\|\|\|\|\| |                  |                  |                  |                  |
| 総通算           | 総通算           | 総通算           | 総通算           | 20               | 0                | 0                 | 0\|\|\|\|\|\|\|\| |                  |                  |                  |                  |

## 代表歴

### 試合数
- 国際Aマッチ 2試合（2000年）[2]

| チリ代表 | 国際Aマッチ | 国際Aマッチ |
| 年       | 出場        | 得点        |
| -------- | ----------- | ----------- |
| 2000     | 2           | 0           |
| 通算     | 2           | 0           |